# Pop – Die Abendshow

Karte der Sender, bei welchen Pop – Die Abendshow zu hören ist. (Stand: Januar 2025)

Pop – Die Abendshow ist seit dem 2. Januar 2025 das gemeinsame Abendprogramm der ARD-Popwellen. Sie ist montags bis freitags von 20 Uhr bis 0 Uhr und am Wochenende sowie an bundesweiten Feiertagen von 19 bis 0 Uhr von SWR3 in Baden-Baden produziert. Moderiert wird die Sendung überwiegend im Wechsel von Marcus Barsch und Michael Reufsteck. Sechs ARD-Popwellen übernehmen das Programm zu unterschiedlichen Zeiten. In Anschluss an die Abendshow ist in den ARD-Popradios die ARD-Popnacht zu hören, die ebenfalls von SWR3 produziert wird.

## Teilnehmende Programme
Pop – Die Abendshow ist derzeit beim gebenden Programm von SWR3 und bei folgenden Wellen zu hören:
- Bremen Vier: Montag bis Freitag: 22:00 – 00:00 Uhr, Sonntag: 20:00 – 00:00 Uhr.
- hr3: Montag bis Sonntag: 21:00 – 00:00 Uhr.
- MDR Jump: Montag bis Freitag: 20:00 – 00:00 Uhr, Samstag und Sonntag: 19:00 – 00:00 Uhr.
- NDR 2: Montag bis Sonntag: 21:00 – 00:00 Uhr
- SR 1: Montag bis Freitag: 21:00 – 00:00 Uhr, Samstag und Sonntag: 19:00 – 00:00 Uhr.
- WDR 2: Montag bis Samstag 21:00 – 00:00 Uhr, Sonntag: 20:00 – 00:00 Uhr.